# Sonne (Fluss)
Die Sonne ist ein Fluss in Frankreich, der im Département Indre in der Region Centre-Val de Loire verläuft. Sie entspringt im Gemeindegebiet von Bazaiges, unterquert im Oberlauf die Autobahn A20 sowie die parallel verlaufende Bahnlinie in nordwestlicher Richtung, wendet sich später nach Südwest und mündet nach rund 34 Kilometern im Gemeindegebiet von Prissac als rechter Nebenfluss in den Abloux. Auf ihrem Weg durchquert sie den Regionalen Naturpark Brenne.
Alternativ wird manchmal auch der Abloux als Nebenfluss der Sonne beschrieben. Die endgültige Einmündung in den Anglin liegt nämlich nur rund einen Kilometer entfernt!

## Orte am Fluss
(Reihenfolge in Fließrichtung)
- Bazaiges
- Celon
- Luzeret